# 米努辛斯克區
米努辛斯克區（俄语：Минусинский район），是俄羅斯的一個區，位於該國中部，由克拉斯諾亞爾斯克邊疆區負責管轄，始建於1924年4月4日，面積3,185平方公里，2010年人口25,872，人口密度每平方公里8.12人。